# American Football
American Football é uma banda midwest emo de Urbana, Illinois, ativa por volta de 1997 até 2000, ate 2014 quando a banda voltou a ativa. A banda foi formada pelo vocalista/guitarrista Mike Kinsella (ex-Cap 'n Jazz, Joan of Arc e atualmente na banda Owen), o ex-baterista e trompetista Steve Lamos (ex-The One Up Downstairs, The Firebird Band, Edward Burch & the Staunch Characters, e atualmente na banda The Geese e DMS), e o guitarrista Steve Holmes (da banda The Geese)

## História
Mike Kinsella e Steve Lamos inicialmente eram parte do grupo "The One Up Downstairs", junto com David Johnson e Allen Johnson, na qual Kinsella era exclusivamente vocalista. Três canções foram gravadas com a intenção de serem lançadas em um disco de vinil pela Polyvinyl records; no entanto, a banda se separou antes dos discos serem prensados. Elas só seriam lançadas para o público em 2006 como um EP para download digital e em 2009 em vinil.
David Johnson e Allen Johnson, após o término do The One Up Downstairs, formaram a banda Very Secretary. Simultaneamente, Kinsella e Lamos se uniram a Steve Holmes, formando o American Football. Em 1998, o trio lançou seu primeiro EP homônimo, contendo três faixas; no ano seguinte, foi lançado o primeiro álbum de longa duração da banda, também homônimo, contendo 7 faixas inéditas. Ambas as gravações foram lançadas pela Polyvinyl Records.
Um ano depois do lançamento do álbum, os membros da banda decidiram parar de produzir juntos. Ainda assim, a crítica recebeu bem a banda, e até hoje o American Football é tido como uma das bandas mais influentes do midwest emo.
Em março de 2014, a Polyvinyl Records anunciou no Facebook o lançamento de uma edição deluxe do álbum American Football, que além das 9 faixas originais do lançamento de 1999, incluiria 10 versões demo inéditas e gravações ao vivo de diversas faixas. A edição deluxe foi disponibilizada em disco de vinil duplo de 180 gramas (alta qualidade), CD duplo, fita cassete e em MP3 para download digital. Uma versão alternativa com vinis de cor verde e amarela, limitada a 2000 cópias, também foi lançada. Todas as versões foram lançadas no mercado em 20 de maio de 2014.
Em abril do mesmo ano, a Polyvinyl Records criou um site intitulado "american football" e o divulgou em suas mídias sociais. O site continha apenas uma contagem regressiva que expirou no dia 21 de abril de 2014; então, foram divulgadas duas datas de concertos de reunião da banda, em Champaign e Nova Iorque. Desde então, diversos outros shows foram anunciados. Nate Kinsella, primo do vocalista Mike Kinsella, se reuniu à banda para tocar baixo nos três primeiros concertos anunciados.
Em agosto de 2016, o American Football anunciou seu segundo álbum, também chamado de American Football. Dois meses depois, em 21 de outubro, o álbum foi lançado pela Polyvinyl Records.

## Discografia
- American Football EP (1998)
- American Football (1999)
- American Football (Deluxe Edition) (2014)[8]
- American Football (2016)
- American Football (2019)